# Rohonci úti stadion
A Rohonci úti stadion Vas megye legnagyobb sportpályájája volt lebontásáig, 12 500 néző befogadására volt képes. A pálya tulajdonosa Szombathely város önkormányzata volt. A nézőcsúcs 1990. március 17-én született, a Ferencváros elleni, 4–0-ra megnyert mérkőzésen, ekkor 20 000 szurkoló volt a stadionban. 2016-ban a korábbi épületeket elbontották és új sportkomplexum épült helyettük, amelynek avatására 2017. november 8-án kerül sor.

## A stadion története
A csapat hazai stadionja, a Rohonci úti stadion, amit 1923-ban adtak át a nagyérdeműnek. Építésére 1920-ban fordult az SZSE a lóvásártér nyugati oldalán egy 120x200 m-es terület kijelölésére. Az építkezés 1921. március 16-án kezdődött. Később a sportpálya körül egész sporttelep jött létre. A pálya eredeti helyének a mostani Gépipari és Műszaki Középiskola mögötti perinti népfürdő és a Rohonci út közötti területet jelölték ki. A futballpálya ekkori, eredeti mérete 111x69 méter volt és úgy tervezték meg, hogy a közepe 15 centiméterrel magasabban legyen, így esőzéskor a víz lefolyik a pályáról. Az ünnepélyes megnyitóra 1922. május 7-én került sor. A patak felőli részen ezer fős tribün építése kezdődött el, alatta öltözőkkel és egy húsz méter hosszú birkózóteremmel. Az 1926-ban lejáró bérletet a MÁV megvásárolta mintegy 6485 négyszögöl területtel. Később ezt kibővítették. Az 1945-ös bombázás során az ülőtribün előtti részt is találat érte.
1936-ban felkerült a Haladás az NB I-be és a második fordulóban játszott először a Rohonci úton. A Kispest vendégeskedett a szombathelyi arénában és 9:4 arányú vendéggyőzelem született annyi góllal, amennyi azóta sem esett első osztályú meccsen itt.
A mostani stadion arculatát meghatározó munkálatok 1969-ben kezdődtek el. Ebben az évben adták át a nyolcezer főt befogadni képes keleti lelátót. 1971-ben elkészült az ötezer férőhelyes északi és déli körlépcső és 1975-ben a fedett lelátó. A tribün elkészültével bezártak a pénztárak a Perint patak felől helyette elkészült a hat Rohonci úti pénztár. A stadion arculatát meghatározó térvilágítás és elektromos kijelzőjének építése 1983-ban kezdődött. Az oszlopok legyártatásával hamar elkészültek, de aztán a pénz elfogyott, így a komplett villanyvilágítás átadására csak 1989 őszén került sor. 2008-ban felújították. Befogadó képessége: 9 500 fő, ebből 5 430 ülőhely és 4 070 állóhely.
2013. februárban ingyenes tulajdonba kapta a város az ingatlant. 2013 decemberében kiemelt beruházássá nyilvánította a kormány az új stadion és 12 sportágat magába foglaló komplex sportfejlesztés megvalósítását. 2014. szeptember 26-án aláírták a 9,6 milliárd forint összegű támogatási szerződést, amellyel a tervezés megindíthatóvá vált.
Az új sportközpont tervei 2015-ben elkészültek. A tervek alapján a stadion és a környező munkacsarnok, teniszpályák elbontásra kerülnek, hogy az új stadionnak helyt adjanak. Az utolsó mérkőzést 2015. december 12-én játszották a Puskás Akadémia FC ellen. A stadion bontása 2016. február 3-án kezdődött el.

### Nemzetközi mérkőzések
A stadionban játszott nemzetközi mérkőzések, időpont szerint.
| Dátum                | Hazai csapat | Eredmény | Vendégcsapat     | Kiírás       |
| -------------------- | ------------ | -------- | ---------------- | ------------ |
| 2009. július 23.     | Haladás      | 0 – 0    | Elfsborg         | Európa-liga  |
| 2009. július 2.      | Haladás      | 1 – 0    | Jertisz Pavlodar | Európa-liga  |
| 1994. április 6.     | Magyarország | 0 – 1    | Szlovénia        | barátságos   |
| 1991. október 30.    | Magyarország | 0 – 0    | Norvégia         | EB-selejtező |
| 1982. április 7.     | Haladás      | 0 – 1    | Milan            | Mitropa Kupa |
| 1975. november 5.    | Haladás      | 1 – 1    | Sturm Graz       | KEK          |
| 1975. október 19.    | Magyarország | 8 – 1    | Luxemburg        | EB-selejtező |
| 1975. szeptember 17. | Haladás      | 7 – 0    | Valletta         | KEK          |

## A stadion átalakításai[8]
2008
- Beléptetőrendszer kialakítása.
- fedett lelátóra 3 000 műanyag szék felszerelése
- állóhelyi rész burkolatának javítása
- öltözők bővítése
- vaskapuk alumíniumra cserélése
- pálya hosszának 110 méterről 105 méterre való megváltoztatása
- kispadok cseréje

2009
- 2 500 új szék felszerelése az Európa Liga mérkőzések kezdetéig (ebből 300 db-ot a vendégszektorba)

2014
- Öltözők teljes felújítása

## Galéria

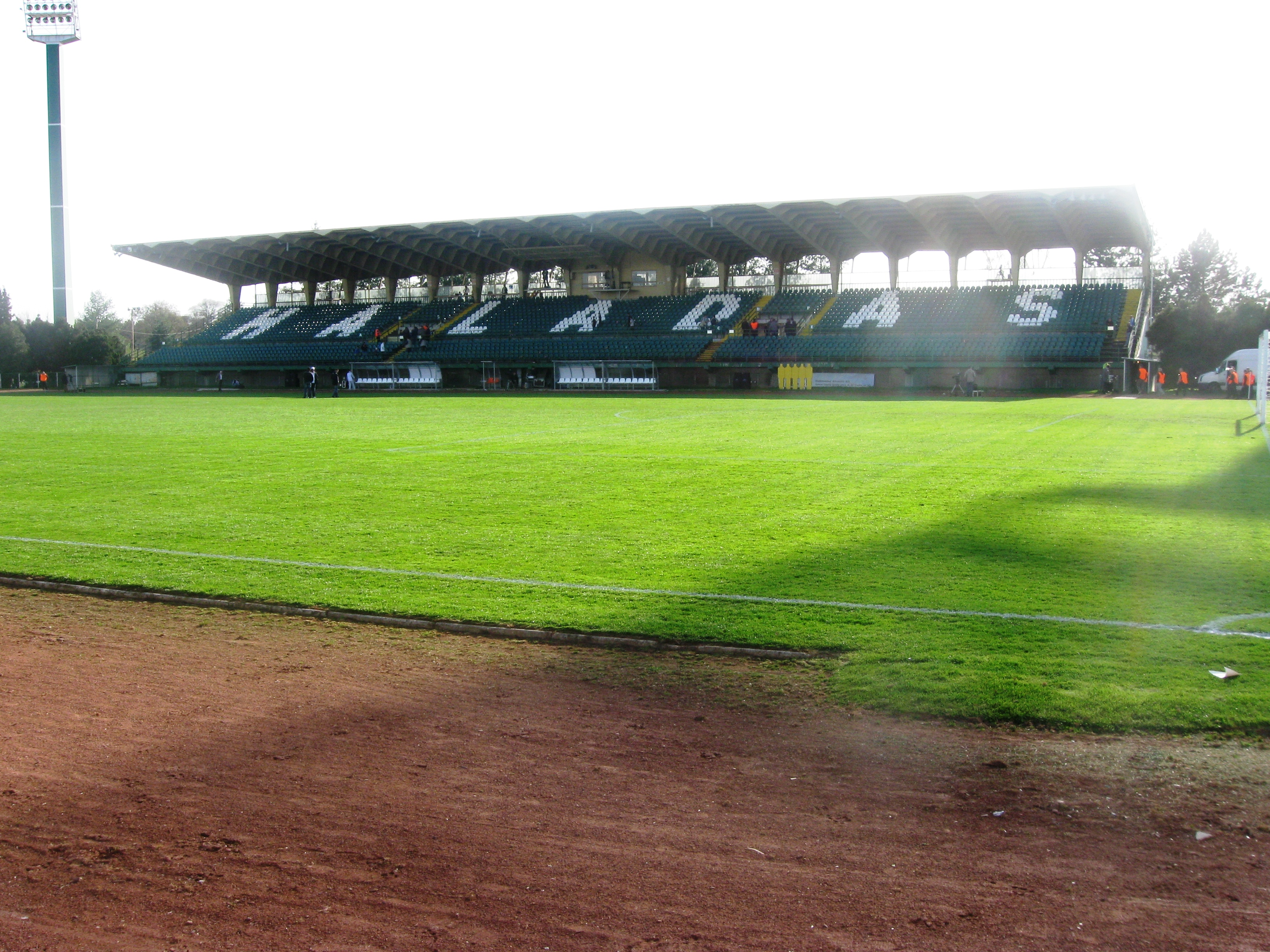
Haladás Stadion volt főtribünje, (lebontva 2016-ban)
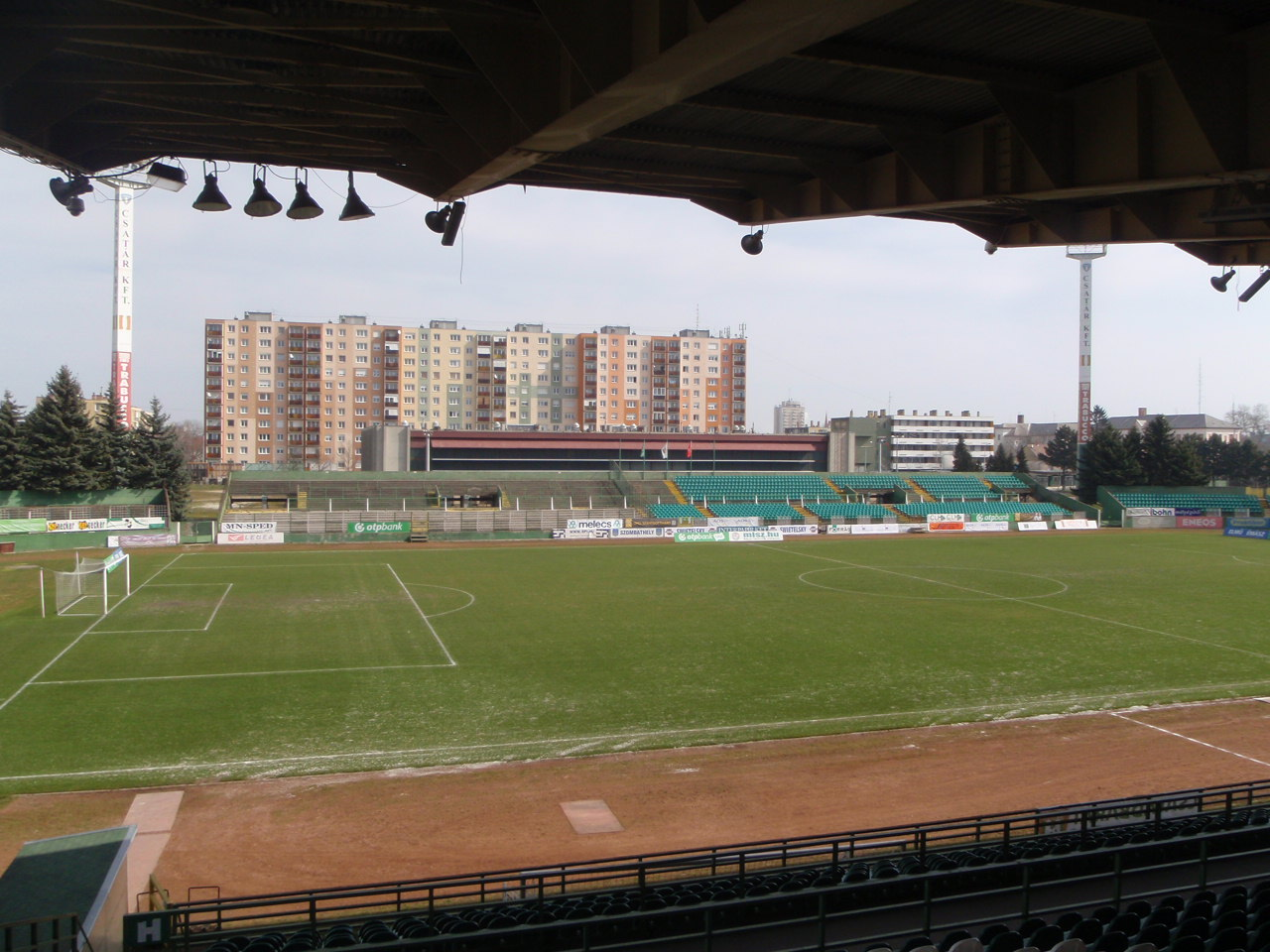
Haladás Stadion volt főtribünről a látkép, (lebontva 2016-ban)
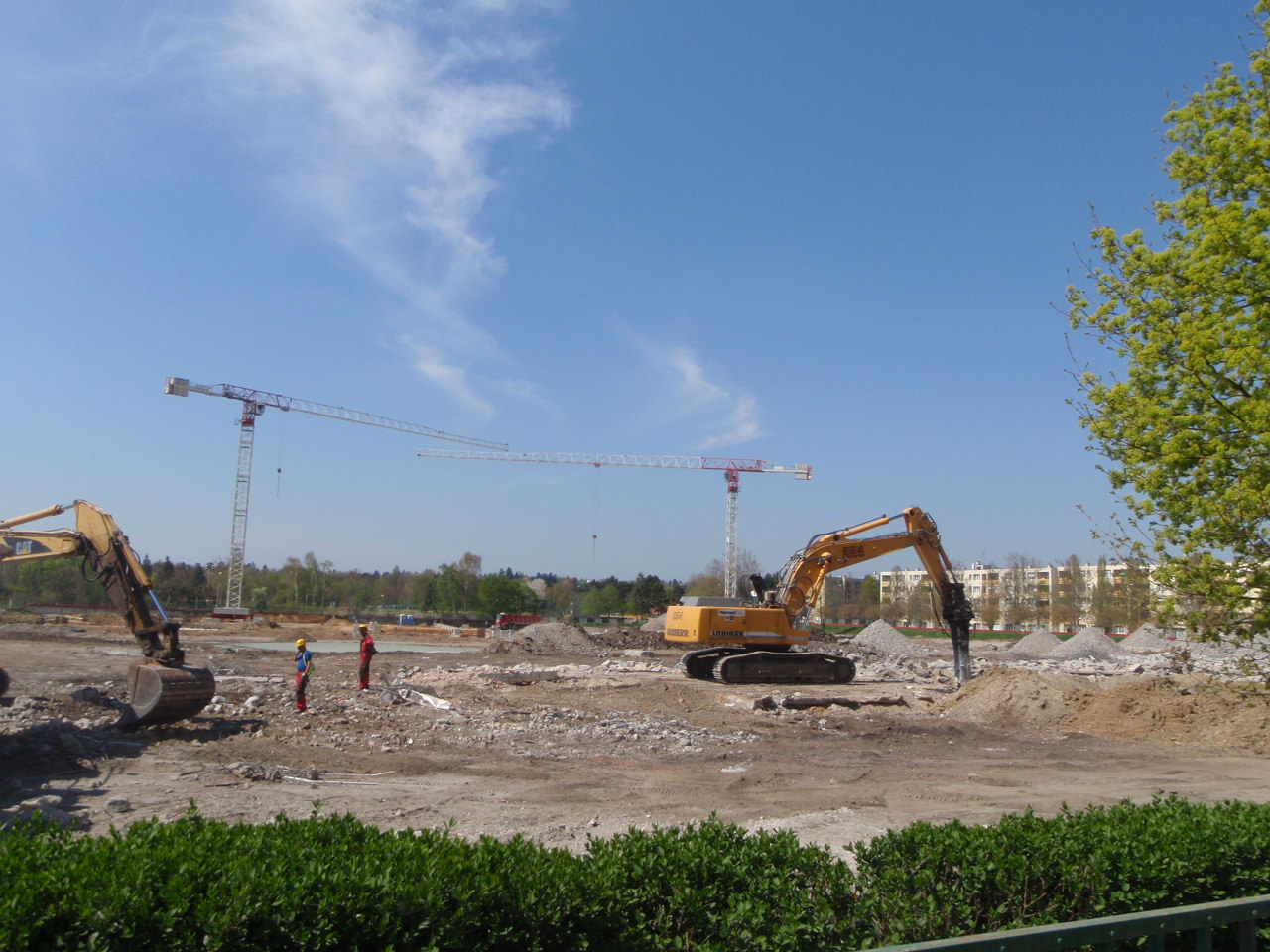
Lebontott stadion területe (2016. április)
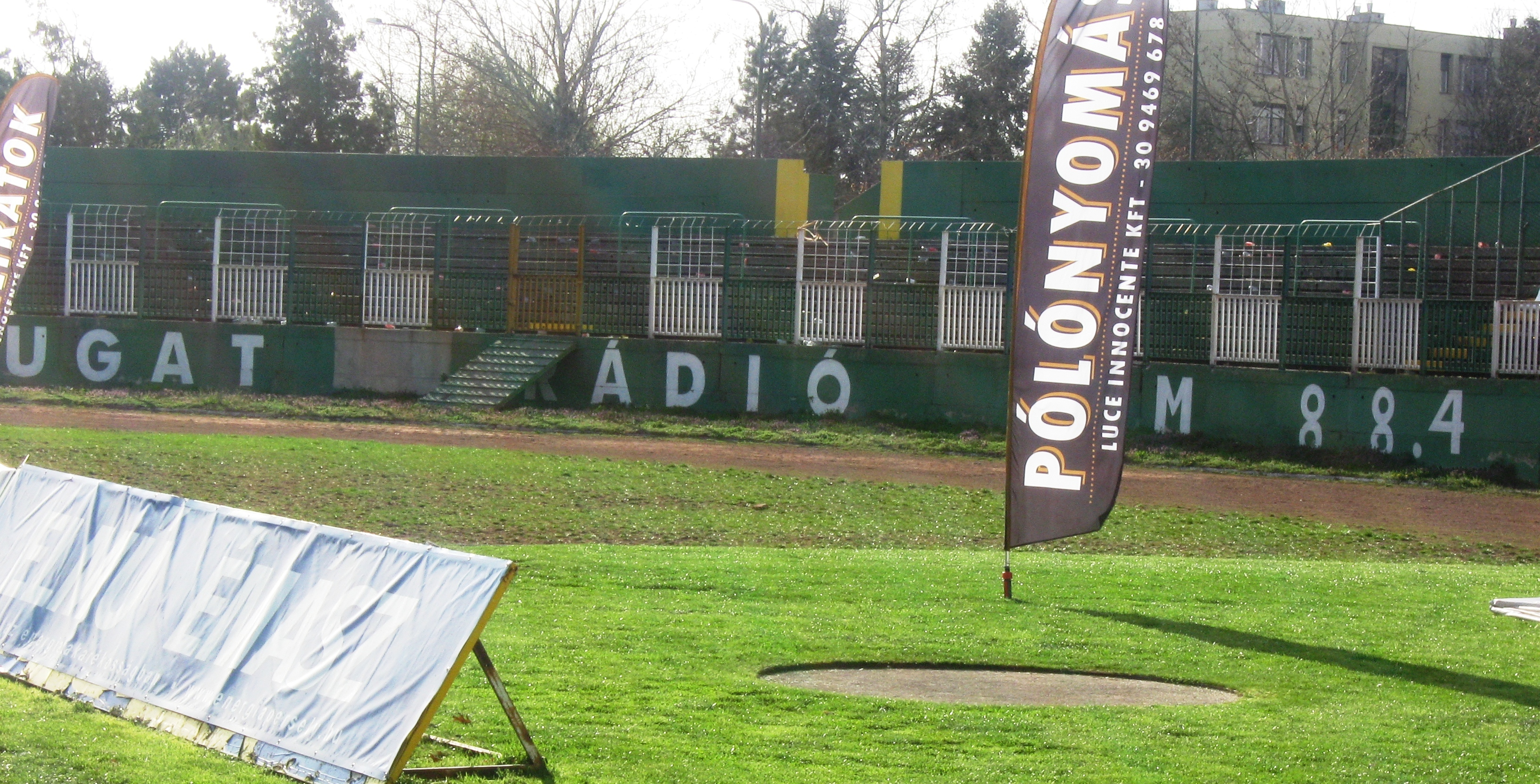
A vendégszektor
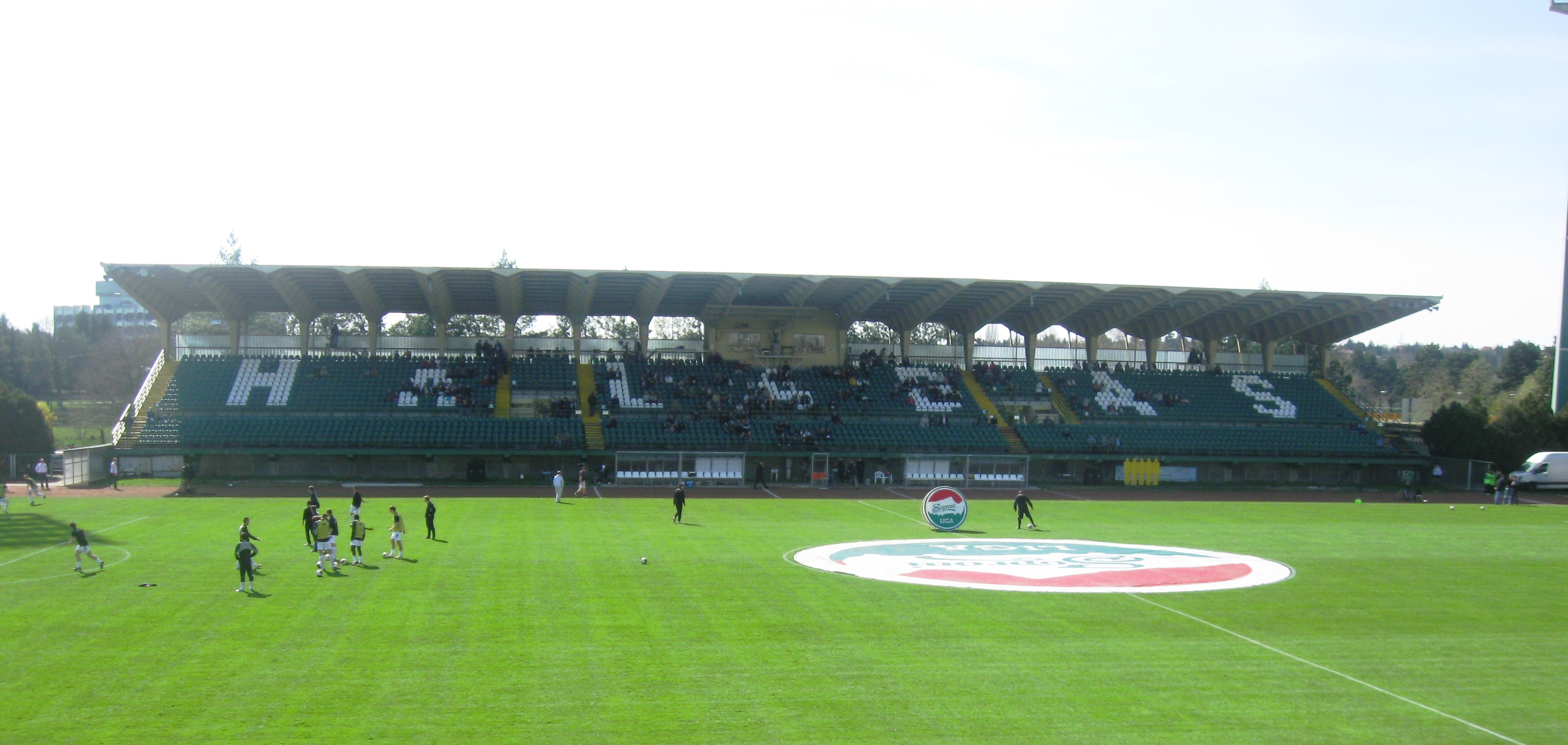
A főtribün (lebontva 2016-ban)
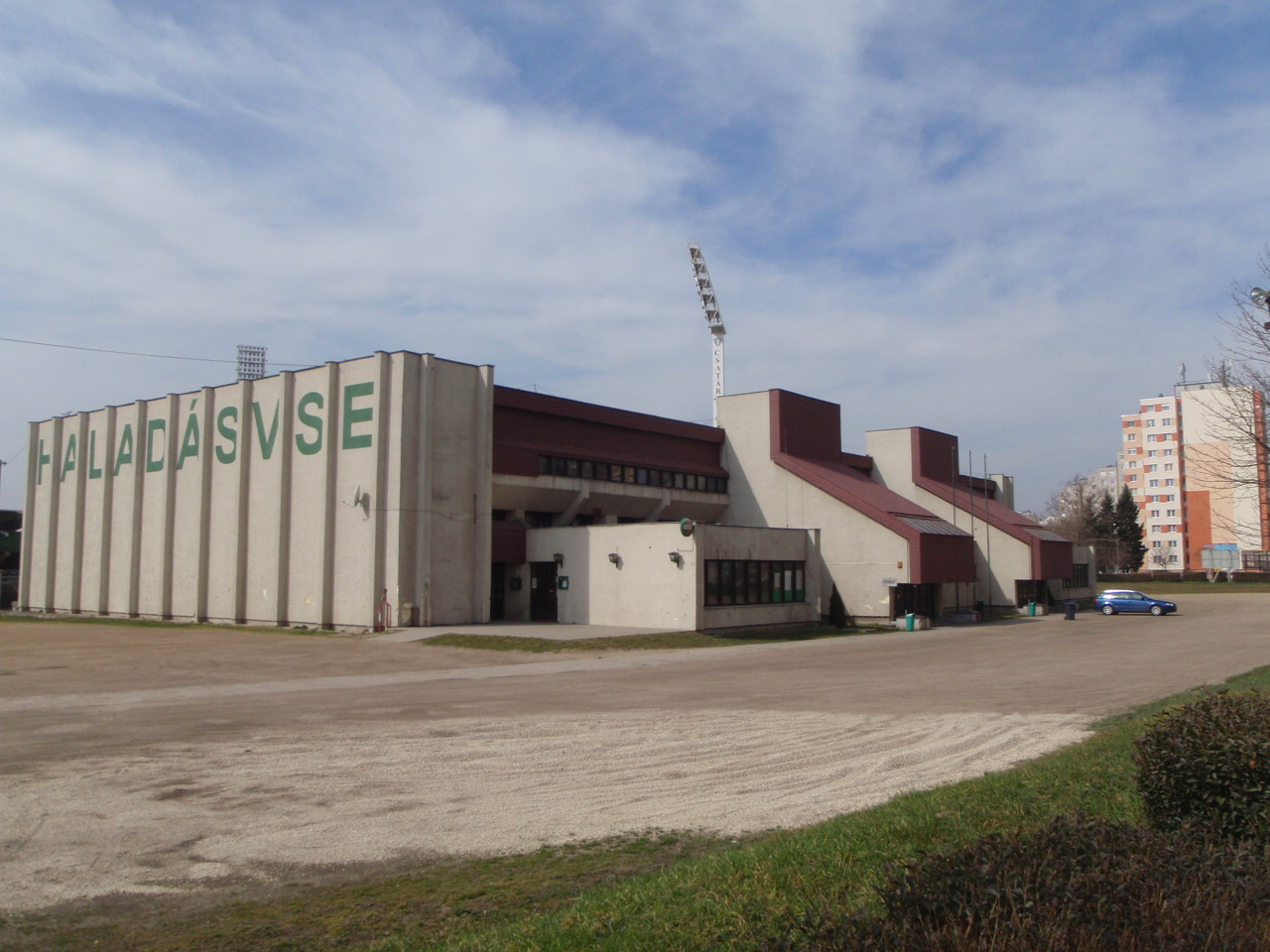
Munkacsarnok, (lebontva 2016-ban)
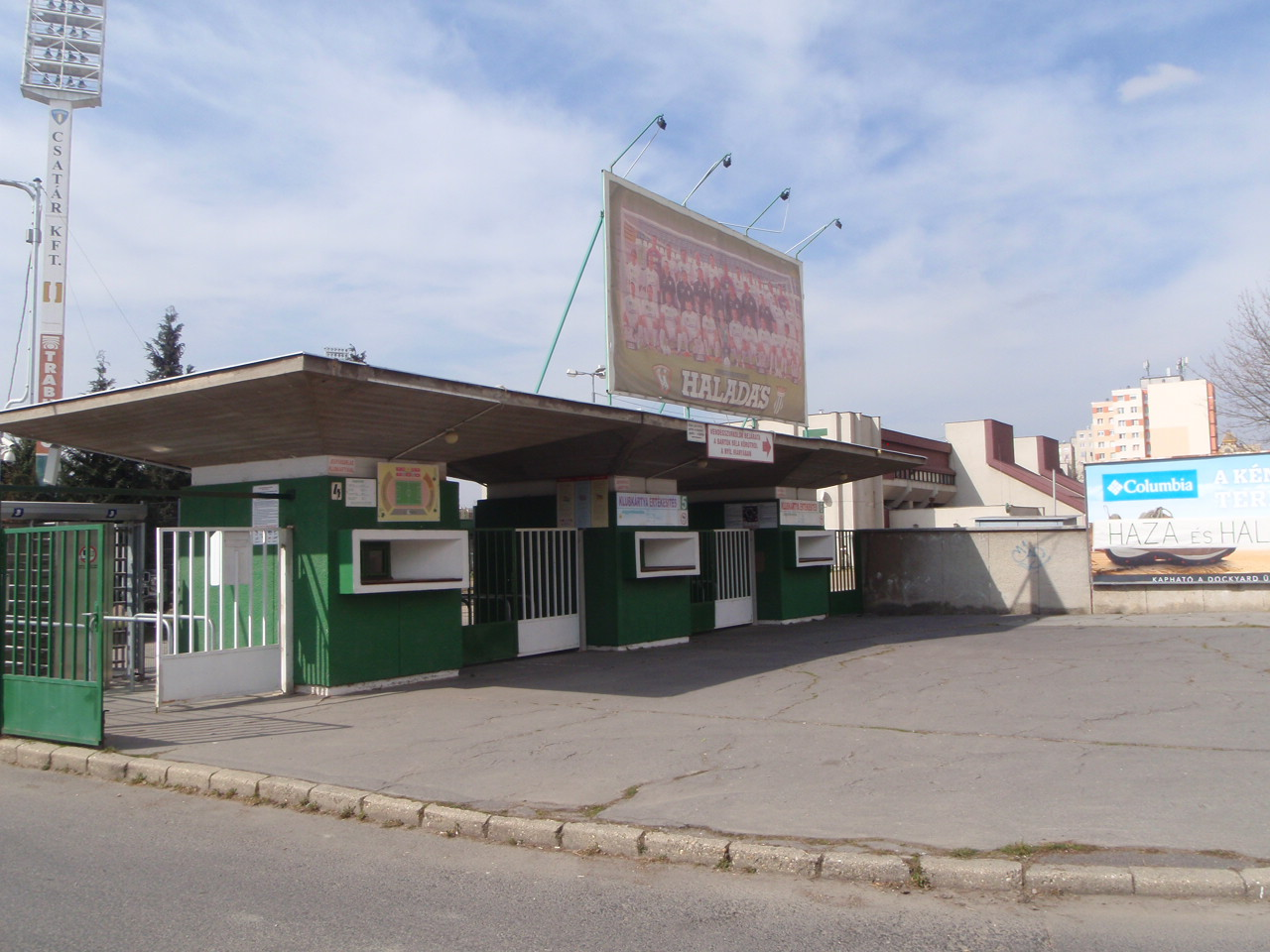
Egykori pénztár és bejárat

## Külső hivatkozások
- A város tulajdonába kerül a Rohonci úti stadion
- Képek a stadionról
- Sporthirado.hu
- A stadion adatlapja a magyarfutball.hu-n